# Doris Kunstmann
Doris Kunstmann est une actrice allemande, née le 22 octobre 1944 à Hambourg.

## Biographie
Doris Kunstmann est la fille de l'actrice et graphiste Erika Kunstmann et du producteur Georg Thiess. Elle a d'abord grandi avec ses grands-parents puis a fréquenté le pensionnat de Sankt Peter-Ording.

## Carrière
Dès son plus jeune âge, elle s'intéresse au métier d'actrice et, après avoir terminé ses études secondaires, elle suit une formation à Hambourg sur les conseils de l'acteur Joseph Offenbach. Elle débute sur scène au Ernst-Deutch Theater de Hambourg en 1962.
En 1968, elle deviendra actrice de cinéma confirmée grâce à son rôle (Nora) dans le film de Ugo Liberatore Le sexe des anges (Il sesso degli angeli), collaboration qui aboutit à une étroite amitié avec le réalisateur italien avec qui elle tournera également Bora Bora, 1968 et Lovemaker - L’uomo per fare l’amore (L’homme pour faire l’amour), 1969.
En 1975, Doris Kunstmann reçoit la caméra d’or (Goldene Camera) décernée par le magazine allemand de programmes télé Hörzu.
Outre ses nombreuses apparitions dans des séries policières telles Inspecteur Derrick, Un cas pour deux ou Tatort, elle poursuit sa carrière au cinéma, au théâtre et prête sa voix pour des livres audio.

## Filmographie partielle

### Cinéma
- 1968 : Le Sexe des anges (Il sesso degli angeli) d’Ugo Liberatore
- 1968 : Bora Bora d'Ugo Liberatore
- 1969 : Lovemaker - L’uomo per fare l’amore (L’homme pour faire l’amour) d'Ugo Liberatore
- 1971 : Und Jimmy ging zum Regenbogen d'Alfred Vohrer
- 1973 : Les Diablesses (La morte negli occhi del gatto) d'Antonio Margheriti : Suzanne
- 1973 : Les Dix Derniers Jours d'Hitler (Hitler : The Last Ten Days) d'Ennio De Concini : Eva Braun
- 1991 : Les équilibristes de Nikos Papatakis : Christa Paeffgen Aoussine
- 1997 : Funny Games de Michael Haneke : Gerda
- 2004 : Samba à Mettmann (Samba in Mettmann) d'Angelo Colagrossi : Mme Pfeffer-Kischewski
- 2006 : Les Bronzés 3 : Amis pour la vie de Patrice Leconte : Mme Franken, la dame au chien
- 2011 : Polnische Ostern de Jakob Ziemnicki : Mme Haag
- 2011 : Der Himmel hat vier Ecken de Klaus Wirbitzky : Marlene

### Télévision
- 1968: Les cavaliers de la route, épisode Handgeknüpfte Teppiche
- 1972 : Joseph Balsamo d'André Hunebelle, série : Andrée de Tavernay
- 1975 : Inspecteur Derrick (Derrick), série, épisode Une affaire étrange (Pfandhaus) : Ursula Mangold
- 1976 : Inspecteur Derrick (Derrick), série, épisode Quand les oiseaux ne chantent plus (Tote Vögel singen nicht) : Gerti Hager
- 1976 : Le Jeune homme et le lion, téléfilm : Aude, épouse de Roland
- 1976 : Orzowei, il figlio della savana d'Yves Allégret, série : Anna
- 1983 : Le Renard (Der Alte), série, épisode L'Héritière (Kalt wie Diamant) : Verena Klahn
- 1989 : Un cas pour deux (Ein Fall für zwei) (1 épisode) : Petra Wolkow
- 1990 : Un cas pour deux (Ein Fall für zwei) (1 épisode) : Mme Waltermeyer
- 1992 : Un cas pour deux (Ein Fall für zwei) (1 épisode) : Vera Schubert
- 1996 : Un cas pour deux (Ein Fall für zwei) (1 épisode) : Mme Dietrich
- 1998 : Bus en péril (Der Todesbus) de Richard Huber, téléfilm : Frau Weber
- 1998 : Un cas pour deux (Ein Fall für zwei) (1 épisode) : Anja Nerheim
- 1998 : Un cas pour deux (Ein Fall für zwei) (1 épisode) : Ulla
- 2000 : Un vrai coup de foudre (Zwei vom Blitz getroffen) de Kaspar Heidelbach (de), téléfilm : Karin
- 2002/2005 : Duo de maîtres (Edel & Stark), série : la juge Kreutzer
- 2003 : Un cas pour deux (Ein Fall für zwei) (1 épisode) : Maria Drewitz
- 2004 : Commissaire Léa Sommer (Die Kommissarin), série (1 épisode) : Lady M.
- 2004 : Les Bonheurs de Sophie (Typsch Sophie), série (2 épisodes) : Gudrun Andersen
- 2006 : Peur noire d'Edzard Onneken, téléfilm : Edith
- 2007 : Dans la peau d'une autre (Zwei Wochen Chef), téléfilm : Helga Gutbrot
- 2011 : Le Journal de Meg (Doctor's Diary - Männer sind die beste Medizin), série : Mme Schnippel
- 2011 : Polizeiruf 110, série
- 2012 - 2013 : Die Pfefferkörner, série (12 épisodes) : Oma Leni